# Paracharilaus
Paracharilaus is een geslacht van rechtvleugeligen uit de familie Charilaidae. De wetenschappelijke naam van dit geslacht is voor het eerst geldig gepubliceerd in 1961 door Dirsh.

## Soorten
Het geslacht Paracharilaus  is monotypisch en omvat slechts de volgende soort:
- Paracharilaus curvicollis (Karny, 1910)